# Marcus Mariota
Marcus Mariota (Honolulu, 30 oktober 1993) is een Amerikaans American football-Quarterback spelend voor de Atlanta Falcons. In 2015 werd hij als tweede gekozen in de 2015 NFL Draft. Hij speelde van 2012 tot 2014 College football aan de Universiteit van Oregon. In zijn 3e jaar won hij de prestigieuze Heisman Trophy die wordt uitgereikt aan de beste college football speler van het jaar. Mariota werd de eerste Oregon speler en op Hawaii geboren atleet die de Heisman Trophy in ontvangst mocht nemen.

## Jeugd
Mariota werd geboren in Honolulu. Hij is de oudste zoon van het gezin Mariota, Hij heeft een vader genaamd Toa Mariota, zijn moeder heet Alana. Marcus heeft ook een jongere broer genaamd Matt. Mariota is tevens van Samoaanse afkomst. Als kleine jongen was hij groot fan van quarterback Jeremiah Masoli. Hij was de reden dat Marcus ook quarterback wilde worden.
Marcus ging naar de Saint Louis middelbare school die gevestigd is in Honolulu. Marcus speelde 2 sporten (American football en Hordelopen). Marcus werd pas relatief laat ontdekt door scouting websites omdat hij pas in zijn laatste jaar de startende quarterback was. Als 4e jaars leidde Mariota zijn school naar een 11-1 seizoen. Uiteindelijk wonnen ze hun regio-kampioenschap. Mariota werd verkozen tot beste offensieve speler. Mariota gooide in totaal 2,597 yards en 32 touchdowns en maar 5 intercepties. hij gooide de bal 225 keer, 165 van deze passes waren succesvol (64.7%). ook had hij 60 rushes die resulteerden in 455 yards en 7 touchdowns.
Middelbare school prijzen
- HHSAA State Football Championships|2010 HHSAA Division 1 State Football Championship
- 2010 Interscholastic League of Honolulu Offensive Player of the Year
- 2010 PrepStar Magazine All-West Region
- 2010 Hawaii Gatorade Player of the Year

### Rekrutering
Mariota bezocht in 2010 een zomer-kamp georganiseerd door de universiteit van Oregon, Mark Helfrich, offensief coördinator van het football team zag al gauw het talent van Mariota en was daardoor een van de eerste coaches die Mariota kon overtuigen om voor de universiteit van Oregon te kiezen. Helfrich bezocht daarna meerdere wedstrijden van Mariota, die nog steeds niet was opgevallen bij scouting sites zoals Rivals. Nadat Helfrich meerdere wedstrijden had bezocht belde hij coach Chip Kelly om Mariota een studiebeurs aan te bieden.
Na zijn 4e jaar was Mariota eindelijk opgevallen bij scouting sites, hij werd als de 2e beste speler in Hawaii beschouwd, en als 12e beste Dual-Threat Quarterback in het gehele land. Hij werd gerekruteerd door, de universiteit van Oregon, de universiteit van Utah , de universiteit van Memphis, de universiteit van Arizona en de universiteit van California, Los Angeles. Uiteindelijk koos Mariota voor de universiteit die hem als eerste een studiebeurs aanbood, de universiteit van Oregon.

## Universitaire carrière

### 2011
In 2011 kreeg Mariota een Red Shirt, waardoor hij niet in actie hoefde te komen.

### 2012
In 2012 werd Mariota de eerste freshman ooit die als quarterback mocht starten voor de Oregon Ducks, Hij leidde het team naar een 12-1 seizoen en het team werd gezien als een van de beste teams van dat jaar, Mariota kreeg meerdere onderscheidingen, waaronder, Pac-12 Freshman Offensive Player of the Year, en de 2013 Fiesta Bowl Offensive MVP Award nadat hij de Ducks naar een 35–17 overwinning leidde tegen de Kansas State Wildcats. In 2012 speelde Mariota in alle 13 wedstrijden, hij gooide in totaal 2,677 yards, van de 335 passes die hij gooide waren er 230 succesvol (68.5%), hij gooide 32 touchdowns en maar 6 intercepties. Mariota had tevens 106 rushes die resulteerden in 752 yards en 5 touchdowns.

### 2013
Mariota kreeg meerdere pre-season onderscheidingen, waaronder Pac-12 All-Conference 1st Team voor het 2e achtereenvolgende jaar. hij kreeg deze onderscheidingen omdat hij in het 2012 seizoen meerdere records heeft gezet, met meeste aantal passes zonder interceptie. In 2013 startte hij in alle 13 wedstrijden, hij gooide 386 passes waarvan er 245 succesvol waren (63.5%), hij gooide in totaal 3,665 en 31 touchdowns en maar 4 intercepties, hij had ook nog 715 rushing yards en 9 rushing touchdowns. Mariota leidde het team naar een 11-2 seizoen. ook speelde Oregon voor het 3e opeenvolgende jaar in een bekerwedstrijd. Ze wonnen de bekerwedstrijd van de universiteit van Texas met een score van 30–7
Toen de Ducks het opnamen tegen de Bruins van de UCLA universiteit raakte hij geblesseerd aan zijn kruisband, Mariota bleef spelen en maakte het seizoen af, na het seizoen werd hij geopereerd aan zijn kruisband.

### 2014, Heisman seizoen
Net voor de bekerwedstrijd tegen Texas maakte Mariota al bekend dat hij zijn laatste jaar op de universiteit zou afmaken om zijn diploma te halen en zich niet verkiesbaar te stellen voor de 2014 NFL draft. Voordat het seizoen zou beginnen werd Mariota al gezien als een favoriet om de prestigieuze Heisman Trophy te winnen. In 2014 leidde hij het team naar een 12-1 seizoen. Mariota gooide de bal 445 keer waarvan 305 passes succesvol aankwamen (68.3%). Hij gooide in totaal 4,454 yards en 42 touchowns en maar 4 intercepties. Mariota had ook nog eens 770 rushing yards en 15 rushing touchdowns. Hij leidde het team naar de College Football Playoffs waarin ze het opnamen tegen de Florida State Seminoles van Jameis Winston, een geduchte concurrent van Mariota, Uiteindelijk wonnen de Ducks de wedstrijd met een score van 59–20, Mariota werd gekozen als MVP van de wedstrijd, het team moest het daarna in de finale van het nationale kampioenschap opnemen tegen de Ohio State Buckeyes die Ezekiel Elliot tot hun beschikking hadden. Een paar dagen voor de finale kreeg Mariota de Heisman Trophy overhandigd,  Helaas verloren de Ducks uiteindelijk de nationale kampioenschap finale 42–20. Mariota kondigde na de wedstrijd aan zich in te schrijven voor de 2015 NFL Draft. Mariota eindigde zijn universitaire carrière als een van de succesvolste quarterbacks die de universiteit van Oregon ooit heeft gehad.

## Universitaire prijzen

#### 2012
- Pac-12 Offensive Freshman of the Year
- Pac-12 All-Conference 1st Team
- Pac-12 Academic All-Conference Honorable Mention
- Honorable Mention All-America
- Manning Award Finalist
- Team's Most Outstanding Player (Skeie's Award)
- Fiesta Bowl Offensive MVP (3 januari 2013)

#### 2013
- Pac-12 All-Conference 1st Team
- Pac-12 Offensive Player of the Week (Pac-12 Coaches), 7 oktober
- Walter Camp National Offensive Player of the Week, 13 oktober
- Pac-12 Offensive Player of the Week (Pac-12 Coaches), 14 oktober
- Sports Illustrated Cover, 4 november
- Team's Most Outstanding Player (Skeie's Award)
- Team's Most Inspirational Player (Wilford Gonyea Award)
- Alamo Bowl Offensive MVP
- CFPA Quarterback Trophy Winner

#### 2014

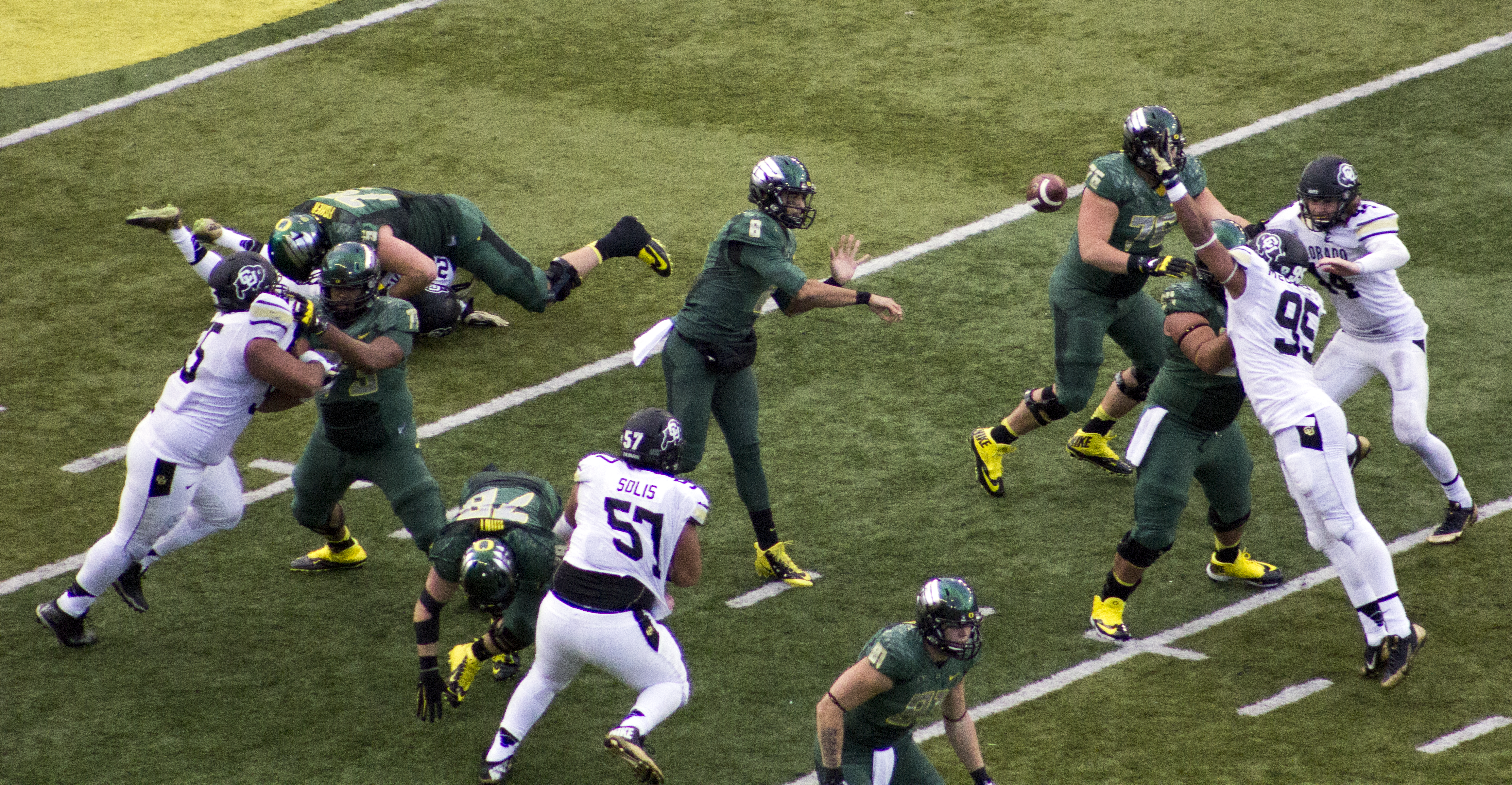
Mariota spelend tegen Colorado

- Athlon Sports National Player of the Week
- Walter Camp National Offensive Player of the Week
- Pac-12 Offensive Player of the Week (Pac-12 Coaches)
- Davey O'Brien Quarterback of the Week
- Sports Illustrated Cover, 22 september
- Senior Bowl National Offensive Player of the Week
- Pac-12 Offensive Player of the Week (Pac-12 Coaches)
- Team's Most Outstanding Player (Skeie's Award)
- Team's Most Inspirational Player (Wilford Gonyea Award)†
- Pac-12 Offensive Player of the Year (Pac-12 Coaches)
- Pac-12 All-Conference 1st Team (Pac-12 Coaches)
- Pac-12 Championship Game MVP
- Johnny Unitas Golden Arm Award
- Polynesian College Football Player of the Year
- Davey O'Brien Award
- Walter Camp Award
- Walter Camp All-America Team
- Maxwell Award
- Heisman Trophy
- Associated Press Player of the Year
- Sports Illustrated Cover
- Rose Bowl Offensive MVP
- Manning Award

† Gedeelde prijs

### Records
Pac-12 Conferentie
- Career total touchdowns, 135
- Single season total offense, 5224 yards, 2014
- Single season total touchdowns, 58, 2014
- Freshman passing touchdowns, 32, 2012
- Passes attempted without an interception, 353, 2012-2013

Oregon
- Career total offensive yards, 13.089 yards
- Career passing yards, 10.801
- Career passing touchdowns, 105 TD
- Single season passing yards, 4.454 yards, 2014
- Single season passing touchdowns, 42, 2014
- Single game passing touchdowns, 6 TD, 2012, tegen California

## Professionele carrière
Na de nationale kampioenschap finale maakte Mariota bekend dat hij zich verkiesbaar zou stellen voor de 2015 NFL Draft, hij werd na Jameis Winston, als 2e gekozen door de Tennessee Titans. nadat hij gekozen was, werd hij met veel vreugde verwelkomd in Nashville. dit was ook te zien in de shirtverkoop, Mariota's shirt was het meest verkochte shirt in het 2015 seizoen.

### 2015
Mariota tekende op 21 juli 2015 een 4-jarig contract waarmee hij in totaal 24 miljoen dollar zou verdienen. Mariota maakte op 14 augustus 2015 zijn pre-season debuut, hij gooide hierin 8 passes waarvan 7 succesvol waren, hij gooide 1 interceptie en had 1 fumble die vervolgens naar de endzone werd gebracht door de tegenstanders en als touchdown gelde.
Op 13 september 2015 maakte hij zijn legitieme debuut tegen de Tampa Bay Buccaneers en speelde tegen de eerst geselecteerde speler in de 2015 draft, Jameis Winston, Mariota gooide in totaal 209 yards en vier touchdowns, hij leidde het team naar een 42–14 overwinning. Mariota eindigde het jaar met 2,818 passing yards en 19 touchdowns tegenover 10 intercepties. Hij had ook 252 rushing yards en 2 rushing touchdowns.

### 2016
In 2016 werd Mariota gekozen als AFC Offensive Player of the Month voor de maand november nadat hij 1,124 passing yards had en in totaal 11 touchdowns had gegooid en maar twee intercepties. In week 16 raakte Mariota geblesseerd aan zijn schouder, hij kon de laatste 2 weken van het seizoen niet spelen, hij speelde in het 2016 seizoen, 15 wedstrijden hierin gooide hij 3,426 yards, 26 touchdowns en 9 intercepties, hij gooide 451 passes waarvan hij er 276 succesvol afleverde (61.2%). Mariota had ook 60 rushes die 349 yards en 2 touchdowns opleverden.